# София Каролина Мария фон Брауншвайг-Волфенбютел
София Каролина Мария фон Брауншвайг-Волфенбютел (на немски: Sophie Caroline Marie von Braunschweig-Wolfenbüttel; * 8 октомври 1737 в Брауншвайг; † 22 декември 1817) е принцеса от Брауншвайг-Волфенбютел и чрез женитба маркграфиня на Бранденбург-Байройт (1759 – 1763).
Тя е най-възрастната дъщеря на княз Карл I фон Брауншвайг-Волфенбютел (1713 – 1780) и съпругата му Филипина Шарлота Пруска (1716 – 1801), четвъртата дъщеря на пруския крал Фридрих Вилхелм I.
Първо се преговаря за женитба с английската кралска фамилия за британския кронпринц Джордж. София Каролина Мария се омъжва на 20 септември 1759 г. в Брауншвайг за маркграф Фридрих III фон Бранденбург-Байройт (1711 – 1763). Тя е втората му съпруга и племенница на първата му съпруга принцеса Вилхелмина Пруска (1709 – 1758), най-възрастната дъщеря на пруския крал Фридрих Вилхелм I. Фридрих III ѝ подарява дворец Колмдорф в Байройт, който получава и името Каролиненруе. Бракът е бездетен, след тридесет години Фридрих III умира през 1763 г. и понеже няма мъжки наследник като маркграф е последван от чичо му Фридрих Христиан фон Бранденбург-Байройт.
26-годишната вдовица не се омъжва повторно и отива в Ерланген, Бавария. Тя пътува и се ангажира с университета в Ерланген. Тя преживява абдакацията на последния маркграф и под баварско управление част от собствеността ѝ се взема. Тя умира през 1737 г. на 80 години и е погребана в гробницата на църквата Нойщат в Ерланген.